# Margarethe von Parma

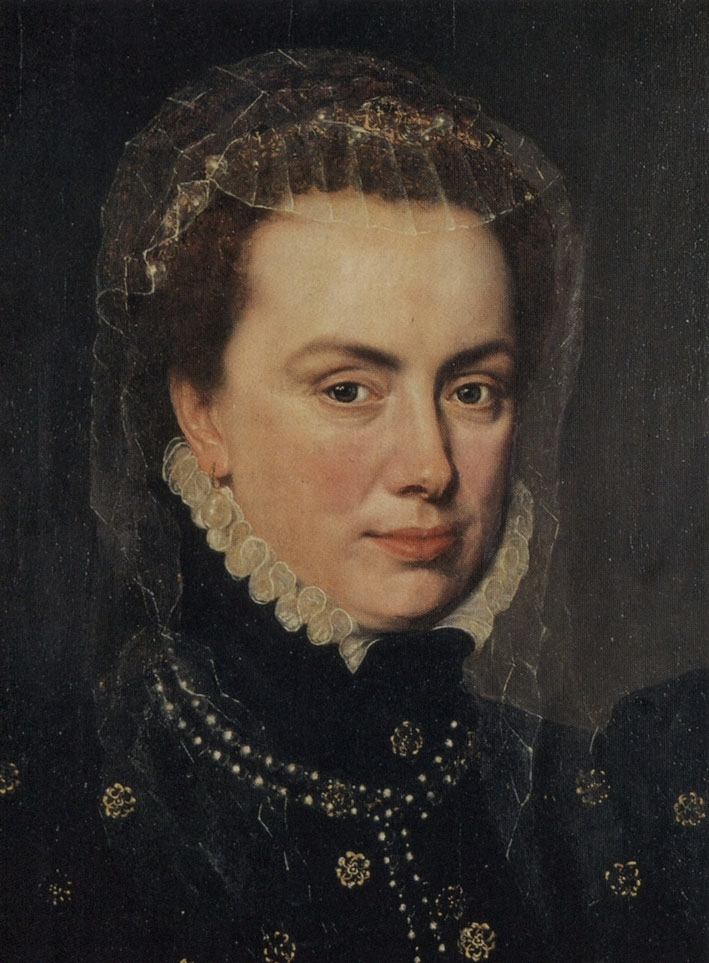
Ausschnitt aus einem Porträt Margarethes von Parma von Antonio Moro

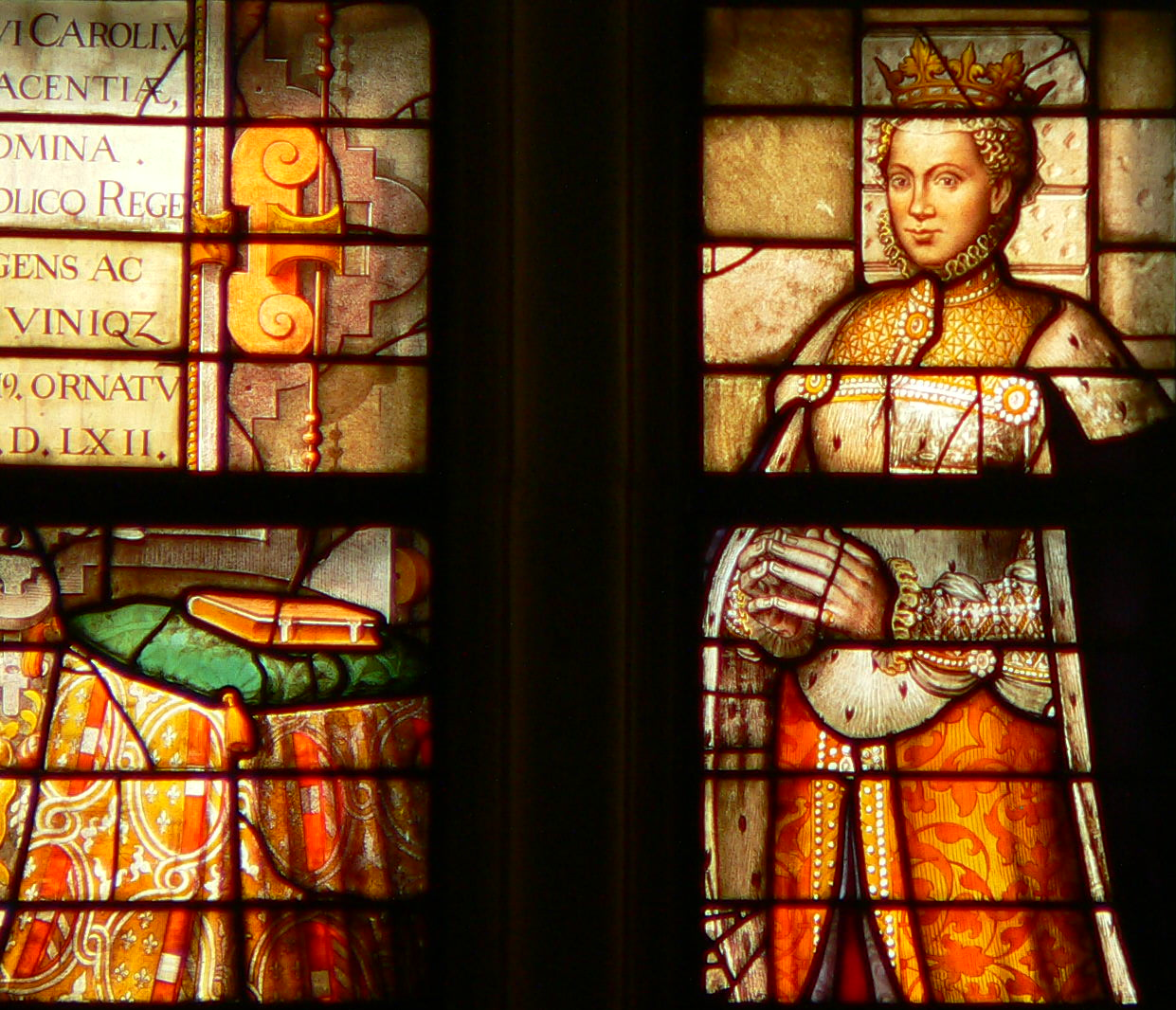
Glasfenster in der Sint Janskerk in Gouda

Margarethe von Parma (* 5. Juli 1522 in Oudenaarde; † 18. Januar 1586 in Ortona) war eine uneheliche Tochter Kaiser Karls V. Sie wurde mit zwei italienischen Hochadligen vermählt, zuerst 1536 mit dem Herzog von Florenz, Alessandro de’ Medici. Nach dessen baldiger Ermordung heiratete sie 1538 in zweiter Ehe Ottavio Farnese. Ihr Halbbruder, der spanische König Philipp II., setzte sie 1559 als Statthalterin der habsburgischen Niederlande ein. Sie übte dieses Amt bis 1567 aus. In dieser Amtszeit begannen die ersten Aufstände gegen die habsburgische Herrschaft. Kurzzeitig übernahm Margarethe 1580 nochmals gemeinsam mit ihrem Sohn Alessandro Farnese die Regentschaft der Niederlande, zog sich jedoch 1583 endgültig nach Italien zurück und starb 1586 im Alter von 63 Jahren.

## Abstammung und Jugend
Als Kaiser Karl V. im Herbst 1521 im Schloss von Charles I. de Lalaing, Baron von Montigny, in Oudenaarde zu Besuch war, traf er dort eine junge flämische Zofe der Baronin, Johanna van der Gheynst, und begann mit ihr ein kurzes Liebesverhältnis. Aus dieser Affäre ging Margarethe von Parma hervor, die ihren Namen nach der Tante des Kaisers, Margarethe von Österreich, erhielt. Diese übte damals die Statthalterschaft der Niederlande aus. Margarethe von Parma wurde zunächst bei der Brüsseler Familie de Douvrin erzogen. Bald lebte sie am Hof ihrer Großtante Margarethe von Österreich in Mechelen, seit 1531 am Brüsseler Hof ihrer Tante Maria, der ungarischen Königinwitwe und Nachfolgerin der älteren Margarethe als niederländische Statthalterin. Nach dem Vorbild ihrer Tante Maria wurde Margarethe von Parma eine ausgezeichnete Reiterin und Jägerin. Sie erhielt zudem eine hervorragende, einer Prinzessin würdige Erziehung. Im Unterschied zu etlichen anderen illegitimen Kindern erkannte Karl V. im Juli 1529 Margarethe offiziell als „natürliche“ Tochter an.

## Heirat mit Alessandro de’ Medici

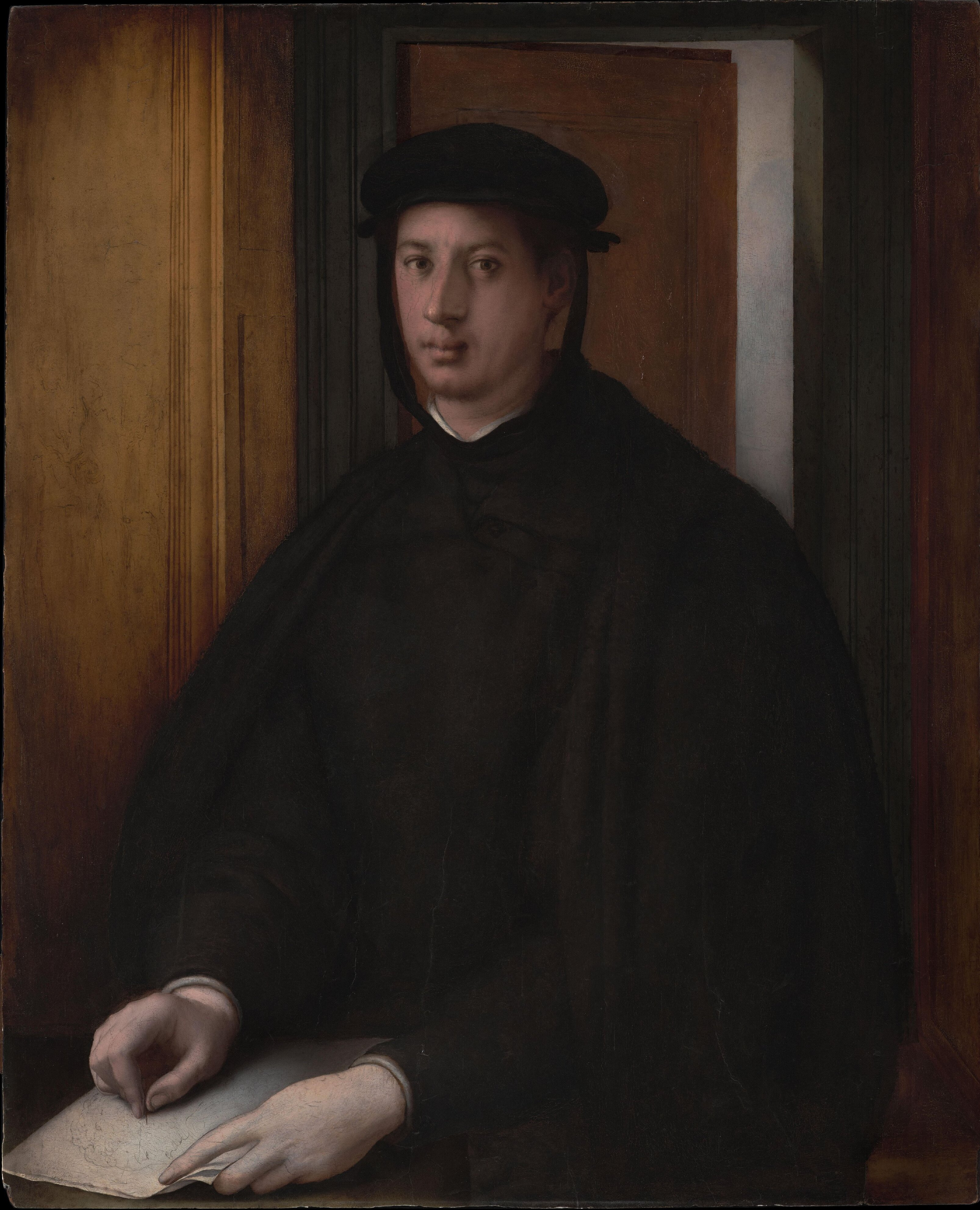
Jacopo Pontormo, Alessandro de’ Medici, 1534–1535, Philadelphia Museum of Art

Karl V. plante bereits eine Vermählung Margarethes mit einem italienischen Adligen, als sie noch ein kleines Kind war. Möglicherweise versprach er schon 1526, seine uneheliche Tochter Ercole II. d’Este zur Gattin zu geben. Nach der Aussöhnung zwischen dem Kaiser und Papst Clemens VII. im Frieden von Barcelona (1529) wurde aber u. a. die Verheiratung Margarethes mit Alessandro de’ Medici, einem illegitimen Neffen, aber wahrscheinlich unehelichen Sohn des Papstes, beschlossen. Auf Wunsch Clemens’ VII. eroberten Truppen Karls V. 1530 Florenz, wo seitdem wieder die Herrschaft des Hauses Medici etabliert war. Zunächst wurde Alessandro de’ Medici Herzog der Stadt. Für die Florentiner war der sexuell ausschweifend lebende „Neffe“ des Papstes ein äußerst ungeliebter Fürst. 1533 wurde Margarethe von ihrem Vater nach Italien geschickt. Sie lebte zunächst im neapolitanischen Stadtviertel Pizzofalcone, wo sie die Sitten einer italienischen Gattin erlernen sollte. In Neapel fand auch am 29. Februar 1536 ihre Vermählung statt, an der Karl V. persönlich teilnahm. Allerdings wurde Alessandro de’ Medici bereits ein knappes Jahr später, am 6. Januar 1537, von seinem entfernten Verwandten und Weggefährten Lorenzino ermordet, woraufhin Margarethe sich in die Fortezza da Basso in Florenz zurückzog.
Lorenzinos Vetter Cosimo I. de’ Medici wurde neuer Herzog von Florenz, sorgte für stabile politische Verhältnisse und besiegte am 1. August 1537 in der Schlacht von Montemurlo eine Armee verbannter, republikanisch gesinnter Oppositioneller. Er wollte die junge Witwe des ermordeten Alessandro heiraten, doch der Kaiser verweigerte ihm die Hand seiner „natürlichen“ Tochter, mit der er andere politische Pläne hatte.

## Ehe mit Ottavio Farnese

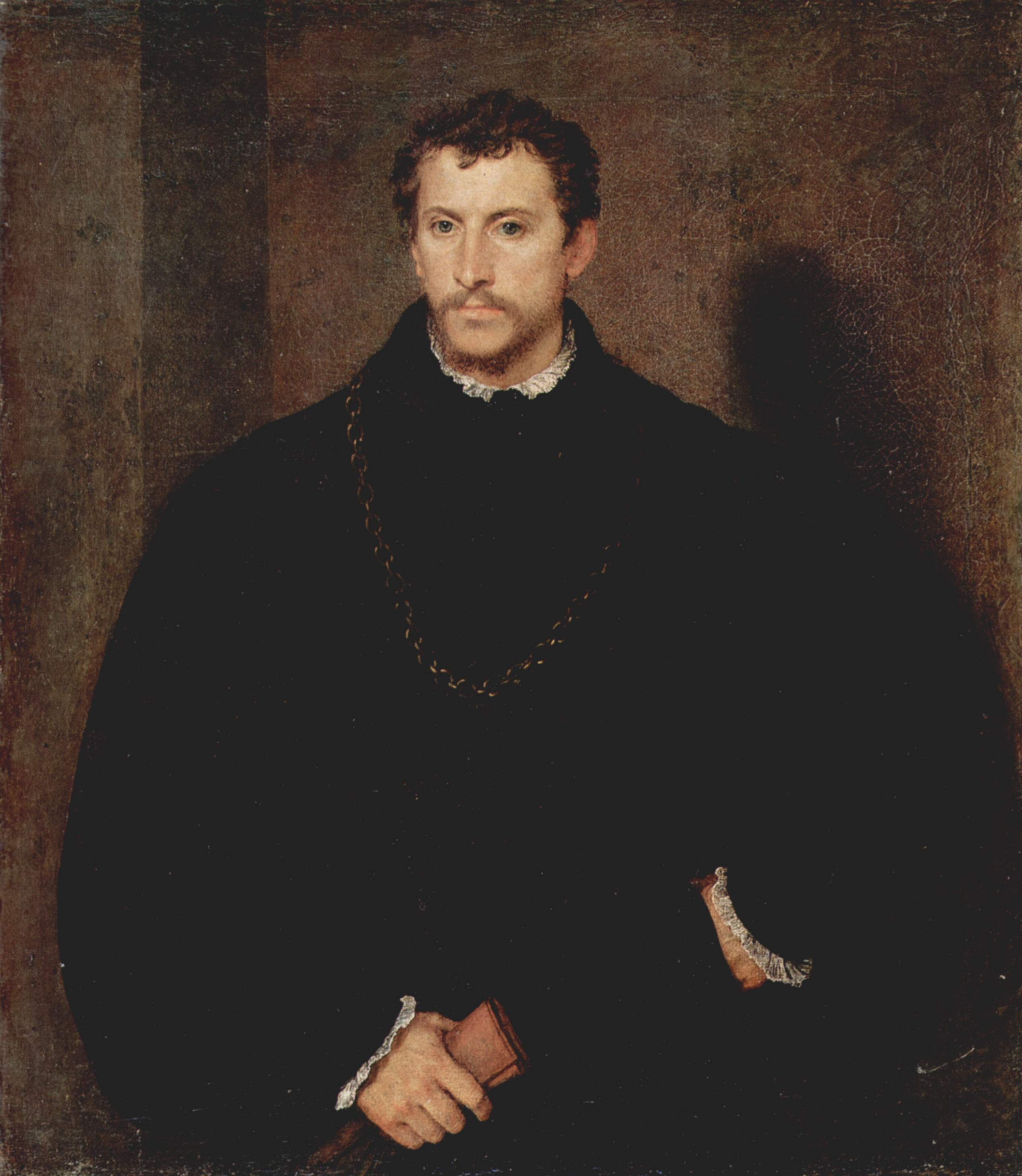
Tizian, Ottavio Farnese, Palazzo Pitti

Seit November 1537 lebte Margarethe unter der Aufsicht des vom Kaiser als Hofmarschall gesandten Lope Hurtado de Mendoza sowie dessen Gattin Margarita de Rojas. Aufgrund einer Annäherung zwischen Karl V. und Papst Paul III. im Sommer 1538 wurde vereinbart, familiäre Bande durch die Verheiratung der 15-jährigen Margarethe mit dem erst 14-jährigen Ottavio Farnese zu knüpfen. Letzterer war der Sohn von Pier Luigi, einem unehelichen Sohn Pauls III. Nach Unterzeichnung des Ehevertrags (12. Oktober 1538) wurde die Hochzeit des jungen Paares am 4. November 1538 in Rom gefeiert. Die Ehe verlief aber ebenfalls unglücklich. Margarethe fand Ottavio wenig sympathisch; sie wollte, wie sie klagte, keinen Knaben als Gemahl, obwohl sie doch kaum älter war. Anfangs weigerte sie sich, das Bett mit ihm zu teilen. Erst auf Druck des Kaisers, bei dem der Papst sich beschwert hatte, nahm Margarethe ein normales Eheleben auf. Nicht nur ihr gespanntes Verhältnis zu Ottavio, auch die politischen Streitigkeiten zwischen Kaiser und Papst belasteten die Ehe schwer. Nach 1540 schien sich Margarethes Verhältnis zu ihrem Gatten zu bessern. 1545 wurde sie Mutter von Zwillingssöhnen, von denen einer früh starb. Der zweite Sohn, Alessandro, konnte sich später als Feldherr des spanischen Königs Philipp II. bewähren.
Bald nach der Geburt der Zwillinge entzweiten neue Zwistigkeiten Margarethe von ihrem Gatten und dessen Familie. Ohne sich um das Einverständnis Karls V. zu kümmern, belehnte der Papst 1545 seinen Sohn Pier Luigi Farnese mit den als Herzogtümer konstituierten Städten Parma und Piacenza. Nach Pier Luigis Ermordung 1547 wollte sie dessen Sohn Ottavio in Besitz nehmen und geriet darüber mit seinem Schwiegervater Karl V. in Streit. Zur Verteidigung seines Erbes schloss Ottavio 1551 sogar ein gegen den Kaiser gerichtetes Bündnis mit dem französischen König Heinrich II. Zu einer endgültigen Beilegung der Spannungen kam es erst 1556/57 mit Ottavios Anerkennung als Herrn von Parma, Piacenza und Novara durch König Philipp II. von Spanien. Ottavios Wohlverhalten gegenüber dem Habsburger sollte durch die Übersiedlung seines Sohnes Alessandro an den spanischen Hof sichergestellt werden. Im Frühjahr 1557 besuchte Margarethe ihren Halbbruder Philipp II. in London, überbrachte ihm Alessandro und kehrte im April 1557 wieder nach Italien zurück. Als sie Anfang 1558 ihren Vater, der abgedankt und sich in das Kloster San Juste in Spanien zurückgezogen hatte, noch einmal wiederzusehen wünschte, lehnte Karl V. ab. Bald darauf verschied er.

## Statthalterin der Niederlande
Nachdem Philipp II. am 3. April 1559 den Frieden von Cateau-Cambrésis mit Heinrich II. von Frankreich geschlossen hatte, wollte er die aus 17 semiautonomen Provinzen bestehenden Niederlande, wo er sich seit 1555 aufgehalten hatte, rasch verlassen und nach Spanien zurückkehren. Da Herzog Emanuel Philibert von Savoyen als Statthalter der habsburgischen Niederlande abgedankt hatte, suchte der spanische König einen Nachfolger. Christina, die verwitwete Herzogin von Lothringen, war sehr an diesem Amt interessiert und wurde von vielen flandrischen Adligen favorisiert. So hoffte auch Wilhelm von Nassau, Fürst von Orange (Oranien), auf Christinas Ernennung zur neuen Statthalterin, da er bald deren Schwiegersohn zu werden beabsichtigte. Doch Philipp II. durchkreuzte den Heiratsplan des ihm zu ehrgeizigen jungen Mannes und bestellte Margarethe von Parma zur Nachfolgerin Emanuel-Philiberts. Der König war mit der Wahl seiner Halbschwester der Empfehlung seines Ratgebers Antoine Perrenot de Granvelle, Bischof von Arras, sowie des Herzogs von Alba gefolgt. Margarethe, die sich nun von ihrem ungeliebten zweiten Gemahl trennen konnte, verließ am 25. Juni 1559 Italien, kam am 28. Juli in Gent an und wurde hier am 7. August von Philipp II. den Generalstaaten präsentiert. Bald danach verließ er auf dem Seeweg die Niederlande und gewährte der Statthalterin ein Jahressalär von 70.000 Gulden, mit dem sie u. a. die Kosten ihrer Hofhaltung bestreiten musste.

### Schwierige Regierungsjahre

Margarethe von Parma, Wappen

Die in Brüssel residierende Margarethe hatte eine schwierige Aufgabe zu erfüllen, da sie die von Philipp II. verordneten Maßnahmen auf politischem, religiösem und steuerlichem Gebiet vollziehen sollte, diese Forderungen aus Madrid aber oft auf die Ablehnung des niederländischen Adels stießen, mit dessen Widerstand sich Margarethe daher konfrontiert sah. Außerdem war ihr Spielraum für eine eigenständige Regierungspolitik sehr eingeschränkt. Nach außen hin besaß sie zwar große Vollmachten, aber durch geheime Instruktionen von Philipp II. war sie auf die Zusammenarbeit mit Granvelle angewiesen, der maßgeblich die Regierungsgeschäfte mitgestaltete. Der Bischof war auch die Hauptperson eines Dreimännerkollegiums, dem ferner der Präsident des Finanzrats, Graf Charles de Berlaymont, sowie der Vorsitzende des Geheimen Rats, der friesische Jurist Viglius van Aytta van Zwichem, angehörten. Von den Entscheidungen dieses Gremiums, das dessen Gegner verächtlich als Consulta oder Achterraad titulierten, war die Statthalterin ebenfalls abhängig. Darüber hinaus behielt sich der spanische König die Ernennung wichtiger Amtsträger vor. Neben dem Geheimen und dem Finanzrat war das dritte wichtige, die Statthalterin beratende Regierungsorgan der Staatsrat, der vom niederländischen Hochadel beherrscht wurde.
Granvelle verfocht ein zentralistisches Herrschaftssystem und unterlief Margarethes auf Versöhnung ausgerichtete Politik mit seiner strengen Haltung. Nach den Vorstellungen des spanischen Königs sollten die niederländischen Stände, insbesondere der Adel, möglichst wenig Einfluss auf die Regierung haben. Die Adligen wollten sich hingegen nicht dem von Granvelle beherrschten Dreimännerkollegium unterordnen und suchten ihren politischen Mitwirkungsspielraum zu verteidigen und auszudehnen. So bestanden sie etwa auf ihrem Kontrollrecht über Miliz und Rechtsprechung in den Provinzen. Die Generalstaaten drohten Philipp II. kurz vor dessen Abreise, keine Subsidien mehr zu zahlen, wenn der Habsburger auf der weiteren Stationierung von 3000 spanischen Soldaten in den Niederlanden beharrte, die offenbar notfalls den königlichen Willen gewaltsam durchsetzen sollten. Die Truppen wurden trotz Philipps Einlenken erst Ende 1560 abgezogen.
In den Niederlanden war es u. a. aufgrund der hohen Steuerbelastung zur Finanzierung der Kriege Karls V. und Philipps II. gegen Frankreich zu einer angespannten Finanzlage gekommen, die auch nach dem Sieg Philipps II. (1559) fortbestand. Ferner herrschten seit Ende der 1550er Jahre große ökonomische Probleme, etwa wegen eines Handelskriegs mit England, sowie Ernährungsengpässe, weil seit 1563 Getreidelieferungen aus dem Ostseeraum wegen dortiger kriegerischer Ereignisse zeitweise gänzlich ausblieben. Diese Krisen, für die das Volk die habsburgische Regierung in Brüssel verantwortlich machte, trugen dazu bei, dass Predigten eingereister Calvinisten großen Zulauf fanden.
Auf dem kirchlichen Sektor bestand aber eine wichtige Aufgabe Margarethes als Statthalterin darin, die Stellung des Katholizismus als einzige anerkannte Religion zu erhalten und die Ausbreitung des eindringenden Protestantismus so weit wie möglich zu unterbinden. Margarethe selbst war eine gemäßigte Katholikin. Sie hatte in ihrer Jugend Ignatius von Loyola zum Beichtvater gehabt. Nun wusch sie alljährlich den Armen die Füße und bewirtete und beschenkte sie.
Der vom Papst 1560 sanktionierte Beschluss des spanischen Königs, die Zahl der niederländischen Bistümer von vier auf 18 zu erhöhen, stieß auf entschiedenen Widerstand des einheimischen Adels und Klerus. Philipp II. wollte die zusätzlichen Bischöfe ernennen und über die vergrößerte Kirche mehr Einfluss gewinnen, da die neuen Prälaten u. a. Sitze in den Landtagen und Generalstaaten hatten. Kirchenpolitisch unterstanden die Niederlande nun nicht mehr den Erzbischöfen von Köln, Trier und Reims, sondern wurden in drei neue Kirchenprovinzen mit Sitzen in Utrecht, Cambrai und Mechelen gegliedert. Granvelle übernahm dabei als neuer Erzbischof von Mechelen die Rolle des Primas und wurde 1561 Kardinal. Nicht nur die Bistumsreform war unpopulär, die Niederländer missbilligten auch die harten Gesetze zur Ketzerverfolgung und die geplante Ausweitung der Inquisition.
1562 begehrte Philipp II. die Entsendung niederländischer Truppen zur Unterstützung des Kampfes der französischen Regierung gegen die Hugenotten, doch Margarethe zögerte, da sie nach der Erfüllung dieser Forderung mit einer Rebellion rechnen musste. Bei einer Beratung, die sie mit Vertretern des Hochadels führte, wurde anstelle militärischer eine finanzielle Hilfe für die französische Monarchie beschlossen.
Kardinal Granvelle machte sich inzwischen immer mehr verhasst. Die von Wilhelm von Oranien, Philippe de Montmorency, Graf von Hoorne, und Lamoral Graf von Egmond angeführte Adelsopposition sah sich durch den maßgeblichen politischen Einfluss des Kardinals zurückgesetzt und kaltgestellt. Zunehmend wurde er und nicht die Statthalterin Margarethe als eigentlicher oberster Vertreter der ungeliebten spanischen Politik betrachtet.
Anfang 1563 verlangten Vertreter des niederländischen Hochadels schließlich Granvelles Abberufung und nahmen, als Philipp II. dieser Forderung nicht nachkommen wollte, an keinen Sitzungen des Staatsrats mehr teil. Diese Boykottmaßnahme wollten sie bis zur Entfernung des Kardinals fortsetzen. Margarethe, die ohnehin keine guten Beziehungen zu ihrem ersten Minister hatte, befürchtete eine Lähmung ihrer Regierung. So trat sie nun in einem Brief an Philipp II. ebenfalls für Granvelles Abgang ein. Ende 1563 folgte der spanische König dieser Ansicht und der Kardinal reiste im März 1564 aus den Niederlanden ab, erfreute sich aber weiterhin der königlichen Gunst.

### Beginn des Aufstandes
Alessandro Farnese besuchte 1565 seine Mutter und wohnte ab dem 30. April dieses Jahres im Brüsseler Palast. Die Statthalterin ließ sich die am 11. November 1565 gefeierte prunkvolle Hochzeit ihres Sohnes mit Maria, der Enkelin König Manuels I. von Portugal, und die damit verbundenen Festlichkeiten viel kosten.
Trotz ihres Erfolgs bei der Abberufung Granvelles blieb die niederländische Adelsopposition unterdessen bei ihrer gegnerischen Einstellung und verlangte weitere Konzessionen. Immerhin kooperierte Margarethe mit den führenden Adligen wieder recht gut. Die Statthalterin drängte ihren königlichen Halbbruder mehrmals vergeblich zu einem persönlichen Erscheinen in den Niederlanden. Der harte Winter 1564/65, verbunden mit einer Missernte und Zuspitzung der Wirtschaftskrise, förderte den Zulauf missvergnügter Bürger zu calvinistischen Predigten. Dies zog eine große Zahl an Verurteilungen wegen Ketzerei nach sich. Nach Protesten wurden auf Weisung der Regierung keine Todesstrafen mehr verhängt. Margarete spielte den aus wirtschaftlicher Not geborenen Protest der Armen gegen die Adelsopposition aus und sicherte vorübergehend die öffentliche Ordnung. Im Februar 1565 reiste Graf Egmond im Auftrag des Staatsrats nach Spanien und verhandelte dort mit Ruy Gómez, dem Vertreter Philipps II. Er verlangte eine Milderung der Gesetze gegen Ketzer sowie eine Aufwertung des vom Adel dominierten Staatsrates, der über den Geheimen und den Finanzrat gestellt werden sollte. Nach den Gesprächen glaubte Egmond, dass der spanische König Konzessionen machen werde.
Nachdem Graf Egmond nach seiner Rückkehr nach Brüssel im April 1565 diese Ansicht vertreten hatte, kamen aus Spanien jedoch andere Signale wie der Befehl zu weiteren Hinrichtungen, und in den Niederlanden herrschte geraume Zeit Unklarheit über die Absichten Philipps II. Anfang August trafen sich eine Anzahl Adliger wie Graf Heinrich von Brederode in Spa zur Besprechung der weiteren Vorgangsweise. Ende Oktober beharrte der König in einigen von ihm auf seinem Gut im Wald von Segovia signierten Briefen auf der Ausweitung der Inquisition sowie der Beibehaltung der Strafen gegen Ketzer und verschob die geforderte Stärkung des Einflusses des Staatsrats auf später. Diese am 5. November 1565 in Brüssel bekannt gewordene Antwort Philipps II. löste großen Ärger aus.

Heinrich von Brederode überreicht Margarethe von Parma im April 1566 die Bittschrift der Adeligen.

Etwa 400 weniger prominente, dem calvinistischen Glauben anhängende Adlige unterzeichneten im Dezember 1565 den sog. „Adelskompromiss“ (statt dieses üblichen Begriffs wäre „Adelsbündnis“ eine treffendere Übersetzung des französischen Ausdrucks Compromis des Nobles). Darin wurde die Abschaffung der Inquisition und der Strafen gegen Ketzerei verlangt. Der Hochadel, von dem viele Mitglieder im Staatsrat saßen, trat dem von der Brüsseler Regierung als „Konföderierte“ titulierten Bund zwar nicht bei, verfügte zu diesem aber über gute Kontakte. 300 von Heinrich von Brederode und Ludwig von Nassau, dem Bruder Wilhelms von Oranien, angeführte und bewaffnete „Konföderierte“ überreichten der erregten Statthalterin am 5. April 1566 in deren Brüsseler Residenz eine Petition, in der sie u. a. um die Aussetzung der Ketzerverfolgung und die Einberufung der Generalstaaten zwecks Ausarbeitung einer besseren Gesetzgebung für die religiösen Konflikte ersuchten. Als sich Margarethe anschließend zur Beratung mit Mitgliedern des Staatsrats traf, bemerkte Charles de Berlaymont angeblich, um die Statthalterin zu beruhigen, dass es sich bei den Überbringern der Petition nur um Bettler (frz. „gueux“) handle, wobei er sich auf die relative Armut der Antragsteller bezog. Diese abqualifizierende Bezeichnung übernahmen die rebellischen Adligen prompt und nannten sich auf Vorschlag Brederodes fortan Geuzen.
Die in die Enge getriebene Statthalterin versprach nach dem Vorschlag gemäßigter Adliger, sich dafür einzusetzen, dass der spanische König den im Bittgesuch formulierten Wünschen nachkam. Bald danach machte sie zur Entschärfung der Situation in einer sog. „Moderation“ religionspolitische Konzessionen und erließ etwa eine Anweisung an die Behörden, nachsichtiger gegen Ketzer vorzugehen; aber dies reichte vielen Protestanten nicht aus. Die beiden Staatsratsmitglieder Johann IV. von Glymes, Marquis von Bergen, sowie Floris de Montmorency, Graf von Montigny, wurden zu Philipp II. geschickt, um ihm die Sachlage zu erklären und ihn zu einer nachgiebigeren Haltung gegenüber den Protestanten zu bewegen. Inzwischen versprachen die Geuzen, Ruhe zu halten.
Bald aber kam es zu den Anfängen des offenen Aufstandes der niederländischen Provinzen gegen die spanische Herrschaft. Viele verbannte Protestanten kehrten zurück und es fanden immer mehr stark frequentierte „Heckenpredigten“ statt, so genannt, weil diese oft außerhalb von Städten gehalten wurden, um den lokalen Behörden das Eingreifen zu erschweren. Dabei wurden die Inquisition und die Kirche Roms angeprangert. Soziale und wirtschaftliche Probleme sowie Missernten förderten zusätzlich eine aufrührerische Stimmung. Im August 1566 breitete sich schließlich ein gewalttätig verlaufender Bildersturm radikaler Calvinisten auf katholische Kirchen und Klöster in wenigen Tagen auf die ganzen Niederlande aus. Dabei brachen die Calvinisten in Gotteshäuser ein, zerstörten Heiligenstatuen und stahlen Zierrat. Sie zersprengten auch Prozessionen zu Mariä Himmelfahrt. Die städtischen Obrigkeiten waren anfangs nicht in der Lage und oft auch nicht willens, diesen vandalischen Akten Einhalt zu gebieten.
Der Bildersturm war ausgebrochen, bevor die Niederlande die Nachricht erreichte, dass Philipp II. sich in den religiösen Streitfragen kompromissbereit gezeigt und Margarethe ermächtigt hatte, nach ihrem Ermessen die Strafen gegen Ketzer zu senken. Eidlich hatte er aber zugleich bezeugt, nur unter Druck so gehandelt zu haben; ferner hatte er bei Papst Pius V. für seine Zugeständnisse um Verzeihung gebeten und versprochen, notfalls militärisch die Häresie in den niederländischen Provinzen bekämpfen zu wollen.
Margarethe geriet durch die im Zuge des Bildersturms sich zuspitzende Lage unter großen Druck. Anfangs dachte sie an eine Flucht aus Brüssel, doch die städtischen Behörden verweigerten den Abtransport ihres Gepäcks, wogegen sie heftig protestierte. Sie räumte den Protestanten widerwillig weitere Zugeständnisse ein. So durften bei Nichtstörung der öffentlichen Ordnung an jenen Orten öffentliche protestantische Predigten abgehalten werden, wo sie schon früher stattgefunden hatten. Als Vorbild dienten die Verhältnisse in Frankreich.
Langsam beruhigte sich die Situation. Die Ausschreitungen hatten die Protestanten zunehmend Sympathien gekostet und Margarethe suchte nun ihre religionspolitischen Konzessionen zurückzunehmen und militärisch wieder die Ordnung herzustellen. Sie wollte die Unruhestifter vom Sommer 1566 ausforschen und vor Gericht bringen lassen und trachtete auch danach, dass der Katholizismus weiterhin die einzige anerkannte Religion blieb. Ausländische protestantische Prediger wurden ausgewiesen.
Philipp II., der auf die Nachrichten von den Unruhen äußerst verärgert reagiert hatte, schickte seiner Halbschwester zunächst Geld zur Bezahlung noch ausstehenden Soldes an ihre Soldaten und zur Rekrutierung weiterer Truppen. Die gegenüber den Befehlen der Brüsseler Regierung besonders unfolgsamen Städte Valenciennes und Tournai weigerten sich Ende November 1566, Garnisonen aufzunehmen. Die protestantischen Aufständischen konnten aber den militärischen Widerstand nicht lange aufrechterhalten und wurden bald besiegt. Zahlreiche hochrangige Adlige wie Graf Egmond stellten sich auf die Seite der Statthalterin und halfen ihr bei der Unterdrückung der Rebellion. Brederodes Truppen konnten das belagerte Valenciennes nicht entsetzen und erlitten Mitte März 1567 vor Antwerpen eine völlige Niederlage. Valenciennes musste kapitulieren und Ende April auch Antwerpen. Im Mai 1567 war die Revolte endgültig niedergeschlagen. Viele Oppositionelle wie Wilhelm von Oranien hatten die Niederlande verlassen.

### Rücktritt nach der Entsendung Herzog Albas
Philipp II. hatte bekanntgegeben, dass er bald in die Niederlande reisen wolle, um die Beruhigung der dortigen Lage persönlich zu übernehmen. Als er jedoch vom Tod des Sultans Süleyman I. († 6. September 1566) erfuhr, der die Bedrohung durch das Osmanische Reich für die nächste Zeit deutlich verringerte, verschob er seine Reise. Zuvor sollte Fernando Álvarez de Toledo, Herzog von Alba, sich mit 15.000 Soldaten hauptsächlich spanischer Provenienz und ausgedehnten Vollmachten in die Niederlande begeben, mit militärischen Mitteln jeden Widerstand brechen und ein Sondergericht für die Rebellen einrichten. Dabei ignorierte der König Berichte, dass viele hohe Adlige der Statthalterin halfen, die Lage wieder unter Kontrolle zu bringen.
Margarethe war von Anfang an gegen Albas Entsendung, fühlte, dass Philipp II. ihr nicht mehr vertraute, und reichte ihr Rücktrittsgesuch ein. In einem Brief vom 14. Juli 1567 schrieb sie dem spanischen König, dass er keine schlechtere Wahl als die des für seine eiserne Härte bekannten Herzogs hätte treffen können und dass dadurch alle Spanier in den Niederlanden verhasst würden. Alba war indessen mit seiner Armee Mitte Juni aufgebrochen. Er zog durch Savoyen, Burgund und Lothringen und erschien am 22. August in Brüssel, wo er von Margarethe sehr kühl empfangen wurde. Der Herzog behandelte sie mit höflicher Kälte und räumte ihr keinen Einfluss auf seine Entscheidungen ein. So lehnte er etwa ihre Bitte ab, seine Soldaten nicht auch in jenen Städten einzuquartieren, die während des Aufstandes loyal zur Regierung gestanden hatten. Daher führte Margarethe das Statthalteramt nur noch als bloßen Titel und bat Philipp II. erneut um ihre Entlassung. Um diese nachdrücklich zu fordern, reiste ihr Sekretär Macchiavelli Anfang September nach Spanien. Der König entsprach ihrem Wunsch mit höflichen Worten, spendete Lob für ihre Regierung und erhöhte die ihr aus dem Königreich Neapel zugewiesene Rente auf 14.000 Dukaten. Die Statthalterin dankte dem König, mahnte ihn zur Milde gegenüber den Niederländern und reiste am 30. Dezember 1567 aus Brüssel in Richtung Italien ab. Ihr Abgang wurde in den Niederlanden allgemein bedauert und ihre Regierungsperiode im Vergleich zum militärischen Regiment Albas von ihren Zeitgenossen sehr positiv eingeschätzt.

## Späteres Leben und Tod
Im Februar 1568 kam Margarethe in Piacenza an und lebte später in L’Aquila in den Abruzzen. Den bald wieder aufgeflammten Aufstand in den Niederlanden konnten Herzog Alba und seine Nachfolger nicht unterdrücken. Nachdem der von Philipp II. als niederländischer Statthalter eingesetzte Don Juan de Austria sich nach der Besetzung der Zitadelle von Namur mit den Generalstaaten zerstritten hatte (Ende Juli 1577), machte der spanische König seiner Halbschwester Margarethe auf den Rat Kardinal Granvelles hin im September 1577 den Vorschlag, das Amt der Statthalterin der unruhigen Provinzen erneut zu übernehmen. Sie sollte die Regierung aber wieder gemeinsam mit Granvelle führen. Doch sowohl der Kardinal als auch Margarethe lehnten diesen Plan ab.

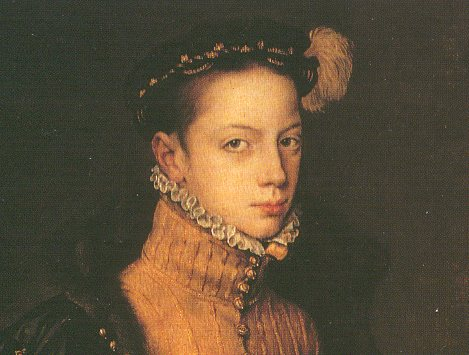
Alessandro Farnese, Jugendbildnis

Als Don Juan de Austria am 1. Oktober 1578 nahe Namur gestorben war, wurde dessen Nachfolger zunächst Margarethes militärisch begabter Sohn Alessandro Farnese. Im Oktober 1579 unterbreitete der spanische König Margarethe erneut das Angebot, niederländische Statthalterin zu werden. Dieses Mal akzeptierte Margarethe die Einladung ihres Halbbruders. Sie erhielt die gleichen Kompetenzen wie 1559, kam am 23. Juni 1580 in Luxemburg an und begab sich von dort am 26. Juli nach Namur. De jure war sie zwar wieder Statthalterin und ihr Sohn hatte nur noch den militärischen Oberbefehl inne, doch Alessandro Farnese weigerte sich, diese Machtteilung zu akzeptieren, und behielt praktisch auch die politische Macht in den Händen. Unter diesen Umständen blieb Margarethe in Namur, ohne ihr Amt aufzunehmen. Sie ersuchte den König eindringlich um die Erlaubnis zur Rückkehr nach Italien; das nasskalte Klima in den Niederlanden greife ihre ohnehin nicht gute Gesundheit an. Doch Philipp II. bestand weiterhin auf einer gemeinschaftlichen Regierung von Mutter und Sohn und gewährte erst am 25. Juli 1583 Margarethes Bitte.
Am 14. September 1583 machte sich Margarethe auf den Rückweg nach Italien, lebte dann wieder auf ihren Gütern bei L’Aquila und starb am 18. Januar 1586 in Ortona. Sie wurde im Mausoleum in der Kirche S. Sisto in Piacenza beigesetzt. Ihr Gatte Ottavio Farnese folgte ihr bereits am 18. September 1586 in den Tod. Johann Wolfgang von Goethe verewigte sie als Margarethe von Parma in seinem Drama Egmont (1788). Friedrich Schiller beurteilte sie in seiner Geschichte des Abfalls der Vereinigten Niederlande wenig günstig.

## Name
Margarethe wurde in Italien allgemein als Madama d’Austria bezeichnet. Nach ihr sind der Palazzo Madama und die Villa Madama in Rom sowie der Ort Castel Madama bei Tivoli benannt.